# Gubás Jenő
Gubás Jenő (Törökkanizsa, 1937. november 16. – 2023. december 13.) vajdasági magyar orvos, fül- orr- és gégeszakorvos, közíró.

## Életpályája

### Tanulmányai
1943–1951 között a törökkanizsai általános iskolában tanult, majd a Zentai Gimnáziumban érettségizett 1955-ben. 1955–1962 között a Belgrádi Orvostudományi Egyetem hallgatója volt, majd 1968-tól a belgrádi fül-orr-gégészeti szakosításon tanult, ahol 1972-ben szakvizsgát tett.  
1997-ben Szabadkán vezetésével megalakul az Aracs civil szervezet, amelynek célja konkrét cselekvéssel megerősíteni a délvidéki magyarság nemzettudatát, különösen a szórványban. Egy egész intézmény tevékenységét kitevő cselekvést valósított meg mintegy másfél évtized alatt a köréje tömörülő értelmiségiek kis csapatával. Az eredmények: könyvgyűjtésből több mint 90 000 kötettel, több száz író, történelmi személyiség portréival gazdagodtak a délvidéki magyar tannyelvű iskolák, művelődési házak és könyvtárak.  
A szórványból 240 gyermek nyaralhatott Magyarországon, Montenegróban és Szabadkán az aktivisták szervezésében, lehetőséget nyújtva ezzel az anyanyelvüket már csaknem elfelejtő fiataloknak magyar öntudatuk erősítésére. Pénzzel, régi ruhával, cipővel segítette a civil szervezet a rászorulókat, különösen a háborús időszakban. Némileg pótolva a magyar emlékművek hiányát hat jeles művésznek állított portréval díszített emléktáblát Adán, Törökkanizsán és Szabadkán, valamint egy kerámiaszobrot a magyarmajdányi templomban.  
1998-ban megalapította az Aracs-díjat, -érmet és az Aracs–Főnix-díjat: 12 év alatt összesen 72 személy részesült az elismerésekben, olyan személyiségek, mint Nemeskürty István, Orbán Viktor, Böjte Csaba, Makovecz Imre, Szervátiusz Tibor, Wittner Mária, a délvidékiek közül dr. Ágoston Mihály, msgr. Huzsvár László püspök úr, dr. Ribár Béla, Bodor Anikó, dr. Vajda Gábor, dr. Hódi Sándor. 
2003-ban a civil szervezet első ötéves tevékenységét bemutató dokumentumkötettel (Minden magyar felelős minden magyarért) könyvkiadás is indult, Aracs Könyvek sorozatcímmel. Többek közt dráma-, vers- és közéleti tanulmánykötetek, az ifjúságnak szánt történelmi kiadványok jelentek meg. A vezetőség és a tagság számtalanszor tiltakozott, ha a délvidéki magyarság jogainak csorbítása ellen kellett megnyilatkozni, 2005-ben a magyarverések idején részt vett a „Ne bántsd a magyart!” elnevezésű tiltakozáson a délvidéki magyarság érdekében, és képviseltette magát nagyon sok értelmiségi vitafórumon, összejövetelen. 
Az Aracs Társadalmi Szervezet elnökeként alapítója és kiadója volt tíz éven át a 2001. augusztus 20-án elindított Aracsnak, a délvidéki magyarság közéleti folyóiratának. A folyóirat kiadója és szerkesztősége 2009-ben a budapesti Bethlen Gábor Alapítvány Márton Áron-emlékérmében részesült. 2010-ben a pályázatok útján fenntartott civil szervezet sem a szülőföldjén, sem az anyaországban nem kapott támogatást, ezért kénytelen volt megszüntetni sokrétű tevékenységét. 2011-ben az Aracs Alapítvány létrehozásával Bata Jánosnak, az Aracs folyóirat egyik alapító tagjának köszönhetően lehetővé vált, hogy legalább a folyóirat ne semmisüljön meg, így az a mai napig töretlenül megjelenik évi négy számmal. (Olvasható az Aracs Alapítvány www.aracs.org.rs honlapon.) 

## Életútja
Előbb Törökkanizsán dolgozott mint általános orvos, majd általános és üzemi orvosként dolgozott Szabadkán, fül-orr-gégész volt a szabadkai Városi Kórházban, ahol a gyermek fül-orr-gégészeti osztályt vezette mint főorvos. 1995-ben rokkantnyugdíjas lett.

## Társadalmi tevékenysége
Egyik alapító tagja volt 1990-től egészen felbomlásáig Vajdasági Magyar Demokratikus Közösségnek, valamint Vajdasági Magyar Szövetségnek. 1969 és 1971 között a Vajdasági Nyelvművelő Egyesület szabadkai orvosi alosztályát vezette, 1966-tól 1991-ig a szabadkai Spartacus Birkózóegység orvosa volt. 1998-tól vezette a Magyar Műveltség Szolgálat szabadkai csoportját. 2000-ben a Magyarok Világszövetsége Jugoszláviai Országos Tanácsa a tagjai közé választotta. 

## Munkássága
Szakmai tevékenysége során több hazai és külföldi szaklap közölte írásait, ismeretterjesztő cikkeinek száma 300 fölötti, tankönyvfordításai is megjelentek. Munkássága elismeréséül 1989-ben tiszteletbeli tagjává választották a Magyar Fül-orr-gégeorvosok Társaságának, majd 1993-ban a Szerbiai Egészségügyi Minisztérium primáriusi rangra emelte. Már középiskolás korában érdeklődött az irodalom iránt. Egyik szociográfiai írását az Új Symposion Kolozsvári Csaba álnéven jelentette meg, ugyanezt az álnevet használta a Magyar Szó Nyelvművelő című mellékletében megjelent írásainál.
Gubás Jenő publicisztikával az 1990-es években jelentkezett a Napló hetilap, a Magyar Szó napilap és a Híd folyóirat hasábjain. A közíró figyelme a magyarság sorskérdéseire, a kisebbségi léthelyzetekre és az írástudók felelősségére összpontosult. Közéleti írásaiból az Életjel, a Püski és az Aracs kiadásában jelentek meg válogatások. A szórványmagyarságról egy faluszociográfiai könyvben (Veszendő végeken) adott helyzetképet. Első önálló kötetének a középpontjában a nyelvművelés, a szaknyelv állt. A belgrádi magyar egyetemista egyesületek történetének dokumentumkötete (Értelmiségünk bölcsője) két kiadást is megért.

## Családja
Szülei: Gubás Ferenc és Spang Borbála. Felesége Gubás Ágota (született: Szakács Ágota) újságíró, leányai: Gubás Csilla televíziós bemondó, Tímea és Noémi. Unokái: Gajda Csenge Noémi és Máté Bálint, Juhász Lili és Csaba, Maróti Zselyke Flóra és Réka Bíborka. Nővére: Gubás Izabella.

## Fontosabb művei
- A Nyelvművelő Füzetek sorozatban Nyelvművelő írások (társszerzőkkel, Forum Könyvkiadó, Újvidék, 1988)
- Egészség(ügy)ünk nyelve, nyelvünk egészsége (Forum, Újvidék, 1993)
- Értelmiségi vártán. Publicisztikai írások (Életjel, Szabadka, 1994)
- Veszendő végeken (Logos, Tóthfalu, 1997)
- Magyarságtudat-hasadás (Püski–Aracs, Budapest–Szabadka, 2006)
- Értelmiségünk bölcsője. A belgrádi magyar egyetemista egyesületek története; Bolyai Farkas Alapítvány, Zenta, 2009
- Értelmiségünk bölcsője (2. bővített kiadás, Aracs Alapítvány, Horgos, 2017)

## Díjak
- Mocsáry Lajos-díj (1998)
- Szabadka város díszpolgára (1999)
- a Magyar Kormány Kisebbségekért Díja (2000)
- a Magyar Műveltség Szolgálat emlékoklevele (1999)
- Szellemi Honvédő Emléklap – a budapesti CÖF–CÖKA (Civil Összefogás Fórum – Civil Összefogás Közhasznú Alapítvány) elismerése (2018)
- A Magyar Páneurópa Unió Báró Eötvös József-sajtódíja a Gubás házaspár részére (2019)